# گیاه‌برها
گیاه‌برها یا گیاه‌تراش‌ها (نام علمی: Phytotoma) نام یک سرده از تیره گوهرمرغان است.